# Cardinal Lemoine
Cardinal Lemoine - stacja linii nr 10 metra  w Paryżu. Stacja znajduje się w 5. dzielnicy Paryża.  Została otwarta 26 kwietnia 1931 r.